# Región 4 (álbum)
El 1.º de diciembre del 2008, Los Concorde lanzaron en todas las tiendas de la República Mexicana su primer CD titulado Región 4 producido por Poncho Toledo el cual los ha colocó en el los discos más vendidos del país a tan solo una semana de a ver salido a la venta.
"Rompecabezas" fue el primer sencillo de la banda que cautivó y los llevó a figurar dentro de los primeros lugares de audiencia y rotación en diversas estaciones radiofónicas y canales de videos, así como a cerrar la edición 2007 de los premios “MTV LATINO” y a recorrer gran parte de la República Mexicana.

## Lista de canciones
| N.º | Título                        | Autor                                                                              | Duración |  |
| 1.  | «Rompecabezas (3:54)»         | Juan José (Jonáz) González, Leonardo de Lozanne, Alfonso Toledo, Mauricio Clavería |          |  |
| 2.  | «Milagro De Ojo Claro (4:03)» | Juan José (Jonáz) González, Leonardo de Lozanne, Alfonso Toledo, Mauricio Clavería |          |  |
| 3.  | «No Usemos Ropa Hoy (3:44)»   | Leonardo de Lozanne, Alfonso Toledo                                                |          |  |
| 4.  | «Oso Polar (3:39)»            | Leonardo de Lozanne, Alfonso Toledo, Mauricio Clavería                             |          |  |
| 5.  | «Contigo (3:09)»              | Leonardo de Lozanne                                                                |          |  |
| 6.  | «Love Is A Bitch (4:03)»      | Juan José (Jonáz) González, Leonardo de Lozanne, Alfonso Toledo, Mauricio Clavería |          |  |
| 7.  | «Mustang (2:51)»              | Leonardo de Lozanne, Alfonso Toledo                                                |          |  |
| 8.  | «Hitman (3:58)»               | Juan José (Jonáz) González                                                         |          |  |
| 9.  | «Lost My Edge (2:41)»         | Leonardo de Lozanne, Jorge Amaro                                                   |          |  |
| 10. | «Bomba De Tiempo (4:07)»      | Leonardo de Lozanne, Alfonso Toledo                                                |          |  |

### Músicos invitados
- Paco Huidobro tratamiento especial en "Oso Polar".

- Datos: Q25411662